# Lais från Hyccara
Lais från Hyccara , död 340 f.Kr., var en grekisk hetär i Korinth under antiken.
Lais kom från Hyccara på Sicilien och var dotter till Timandra (eller Damasandra). Hon blev förälskad i Hippostratos  och följde honom till Thessalien där hon stenades till döds i Afrodites tempel av en grupp svartsjuka kvinnor.
Lais var även namnet på en annan hetär i samma stad vid ungefär samma tid, Lais från Korinth, och de blev redan av antika författare ofta förväxlade med varandra. Många anekdoter berättades om "hetären Lais", och på grund av förväxlingen är det ofta svårt att avgöra vem det gäller.
En sådan lyder att hon ska ha erbjudits 1.000 drachma av Demosthenes för en natt, men hon höjde priset till 10.000 drachma efter att ha sett honom, medan hon däremot tog emot Diogenes gratis. 